# Whispering Sons
Whispering Sons is een Belgische postpunkgroep uit de provincie Limburg. In 2018 bracht de band zijn eerste volledige album uit, Image nadat eind 2015 de EP Endless Party verscheen. In 2016 won de band Humo's Rock Rally. Op 23 februari 2024 kwam hun derde album The Great Calm uit.

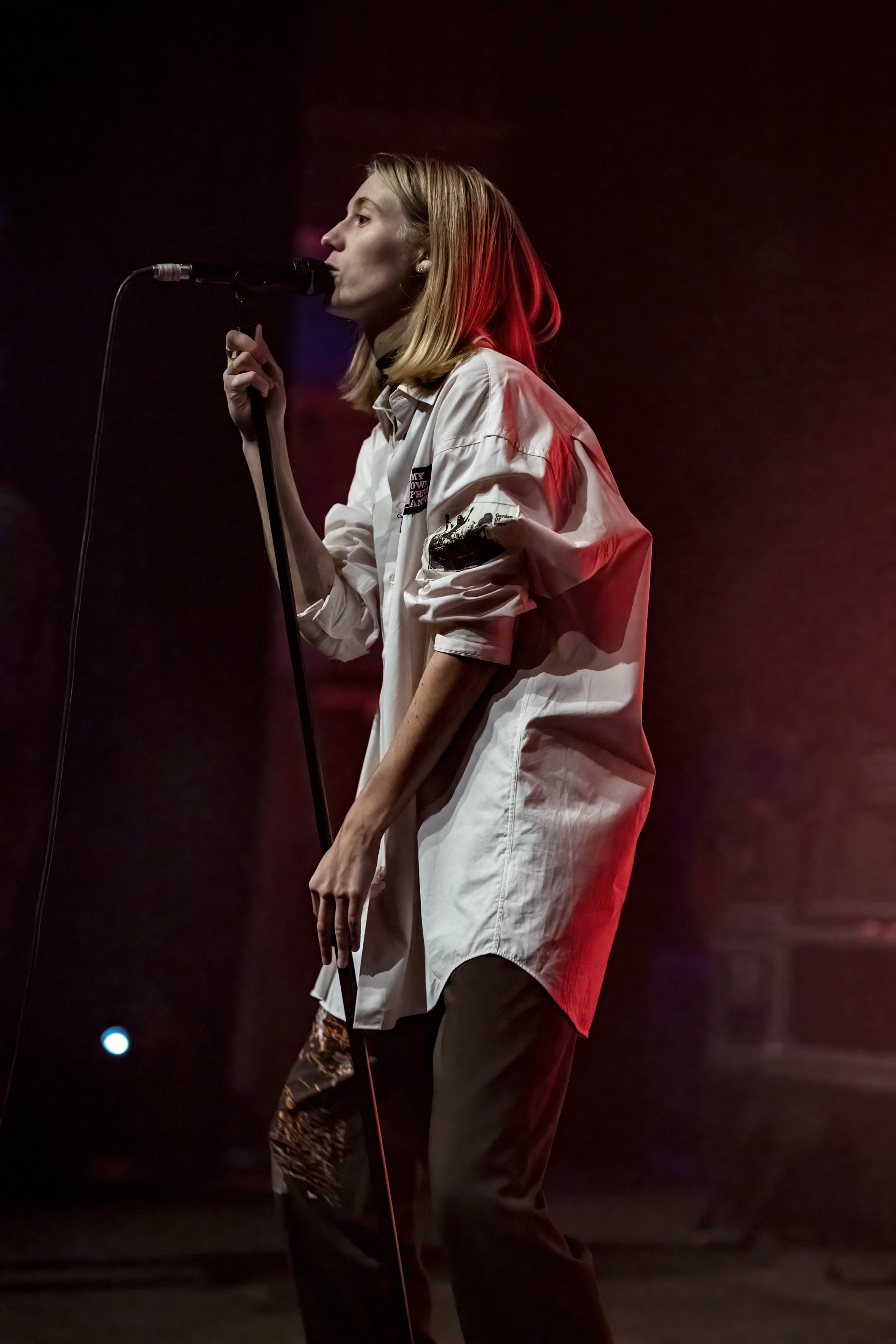
Fenne Kuppens, zangeres van Whispering Sons

## Discografie
- 2015 - Endless Party (EP)
- 2016 - Performance / Strange Identities (single)
- 2017 - White Noise (single)
- 2018 - Image (album)
- 2019 - On Image (live sessie)
- 2021 - Surface / Blank (single)
- 2021 - Several Others (album)
- 2022 - Tilt (single)
- 2024 - The Great Calm (album)